# Christian Krämer
Christian Krämer (* 7. Oktober 1974 in Bernkastel-Kues) ist ein deutscher Filmeditor. 

## Leben
Christian Krämer war zunächst als Kamera-Assistent beim Dokumentarfilm tätig, bevor er 2005 mit dem Kinofilm Gisela von Isabelle Stever sein Debüt als Film-Editor gab.
In den Jahren von 2000 bis 2024 war er bei 23 Filmen für den Schnitt verantwortlich, darunter Dokumentarfilme wie Eva von Autun (2003), Fernsehfilme wie Gefangene (2005), Fernsehserien wie Alarm für Cobra 11 (42 Folgen) und Kinoproduktionen wie Kati Kati (2015), Supa Modo (2016) und Forget About Nick (2017) unter der Regie von Margarethe von Trotta.
Von 2011 bis 2018 war Krämer Schnitt-Dozent für die One Fine Day Films-Meisterklassen in Kenia unter der Leitung von Sarika Hemi Lakhani und Tom Tykwer.

## Filmografie (Auswahl)
- 2004 Eva von Autun
- 2005 Gisela
- 2006 Gefangene
- 2012 Something Necessary
- 2016 Kati Kati
- 2017 Forget About Nick
- 2017 Supa Modo
- 2018 Lusala
- 2019 Dunkelstadt (Krimiserie, 6 Folgen)
- 2022 Der Wald in mir
- 2023 Die Spaltung der Welt (Dokudrama, 6 Folgen)

## Verweise
- Christian Krämer bei IMDb
- Christian Krämer (Filmeditor). In: crew-united.com. Abgerufen am 20. Dezember 2024.